# Лялько Христина
Христина Олексіївна ЛЯЛЬКО (*30 березня 1956, село Хадзюки, Лідський район) — білоруська письменниця, перекладачка і журналістка.

## Біографія
Закінчила філологічний факультет Білоруського державного університету. Працювала у Державному літературному музеї Янки Купала, тижневику «Література і мистецтво», часописі «Білорусь». Головний редактор католицьких часописів «Наша віра» і «Ave Maria».
Перші вірші опублікувала у 1971 у лідській газеті «Вперед». Автор прозових книг «Дорога під гору», «Світанок над березами», і поетичної збірки «На долонях любові». У її опрацюванні вийшла збірка народних казок «Хитрішим за світ не будеш». Переклала на білоруську мову нарис Владислава Сирокомля «Мінськ», книги Папи Івана Павла II «Переступити поріг надії», «Дар і Таємниця», «Встаньте, ходімо!», «Пам'ять і самосвідомість», енцикліки «Fides et ratio», «Ecclesia de Eucharistia», Апостольський лист про вервицю «Rosarium Virginis Mariae», твори Яна Твардовського та інші теологічні твори.